# Christian Mathelot
Christian Mathelot est un dessinateur français de bande dessinée né à Paris dans le Quartier Latin le 14 avril 1923. Il a successivement travaillé pour les Éditions Mondiales en 1941 puis pour les Éditions Marcel Daubin en 1946. Il publie la plus grande partie de ses travaux avec Marijac aux Éditions de Châteaudun. Puis il participe au Coq Hardi en dessinant certains épisodes du Colonel X sur un scénario de Marijac toujours aux Éditions Chateaudun. Il reprend ensuite L'orpheline dans Mireille, à la base commencée par Pierre Le Guen toujours sur un scénario de Marijac. En 1958 il illustre d’autres albums de Samedi-Jeunesse. Sa carrière s’arrête en 1959 même si après cette date il dessine encore quelques couvertures. Il meurt le 1er avril 2013 à Nogent-sur-Marne.

## Biographie

### Naissance et jeunesse
Il naît en 1923 à Paris et grandit à Nogent-sur-Marne où il passe la plus grande partie de sa vie. Il est élevé par sa mère et son frère aîné dans un milieu très modeste peu intéressée par le milieu artistique, sa mère étant constamment endettée demandant des aides financières. Son père quant à lui quitte le foyer quand Mathelot est âgé de 6 ans. A l'école, il n'est pas un élève brillant mais suit une scolarité normale et déjà ses professeurs de dessins remarquent un certain talent.

### Ses premières lectures
En ce qui concerne ses lectures de jeunesse, il s'intéresse plus aux comics comme Guy l’Éclair contre l’Empereur Ming ou La Famille Illico, comic-strip américain qu'aux bandes dessinées pour lesquelles il n'a pas encore grand intérêt. Il préfère également lire les grands écrivains comme Jules Verne ou encore Hemingway.
Après l'obtention de son brevet, il décide de ne plus continuer ses études et se met alors à chercher du travail. Il commence à travailler comme télégraphiste puis comme moniteur de natation ou encore apprenti décorateur pour les panneaux de cinéma. C'est alors sa première expérience de travail dans le domaine artistique.
La guerre de 1939 vient mettre un terme à ce travail et il part avec toute sa famille dans le Berry.

## Les débuts

### Ses premiers pas en tant que dessinateur
C'est durant l’Occupation que Mathelot, âgé de 17 ans décide de mettre son talent de dessinateur à profit. En effet, il se refuse à travailler puisque les propositions de travail en France à cette époque aident en partie les Allemands. Lui vient alors l'idée de vendre ses dessins. Il commence par des dessins destinés à des enfants inspirés de ses lectures de jeunesse et part proposer son travail à des journaux pour la jeunesse restés malgré l'Occupation.
Sa carrière de dessinateur débute avec des dessins pour FanFan la Tulipe mais il n'est pas identifié dessus. Puis, il est chargé d'illustrer la double page de Gavroche. Mais malgré son travail, cette première expérience est décevante puisque le journal décide de lui accorder seulement une demi page, il ne réalise pas encore de vraies bandes dessinées.
Il est alors recruté aux Éditions Mondiales de Cino Del Duca et réalise enfin deux récits complets avec  Le Supplément de Hurrah ! et Les Aventuriers d’aujourd’hui, l’année suivante.
Il passe à l'imprimerie « Naturiste » avec les éditions EFR et NICEA . Au sein de cette maison, Mathelot touche à tout qu'il s'agisse de la réalisation de couvertures en couleur ou encore du montage, il accepte tout ce qu'on lui propose et se forge une certaine expérience en abordant plusieurs facettes du métier. Il signe plusieurs dessins et autres travaux mais il reste compliqué de déterminer sur lesquels il a participé. Il y rencontre alors Gaston Niezab, Rémy Bourlès, Roger Melliès et René Brantonne.

### Des débuts compromis par l'Occupation et la guerre
Cette époque de sa vie marque le début de sa carrière comme dessinateur mais elle est rapidement interrompue par le contexte de l'Occupation et notamment le  Service du Travail Obligatoire en Allemagne. Mathelot fidèle à lui-même refuse de travailler de près ou de loin pour les Allemands. Cette période représente celle d'un vide artistique pour le dessinateur qui disparaît des radars. Il parvient alors à vivre grâce au trafic de produits alimentaires jusqu'à ce qu'il parvienne à se faire faire une attestation d'inaptitude au travail. Il refait alors surface et signe un dernier album aux Éditions Mondiales.
C'est alors le début d'une nouvelle carrière pour lui, une carrière militaire au sein de l'armée Française comme sergent.
Le dessin reste sa vocation première et il retrouve Brantonne avec lequel il collabore mais de manière anonyme. Leur collaboration dure et Mathelot se fait connaître auprès des éditeurs qui vont de plus en plus faire appel à lui. Sa carrière semble relancée et celui-ci publie Éditions Marcel Daubin, il travaille pour les collections Prouesses (en 1945), À l’assaut du ciel (de 1946 à 1948), Vaillance (de 1947 à 1948) et Jeunesse (en 1948). Sa réputation n'est plus à faire : il maîtrise le dessin et plus particulièrement dans « l'aviation de guerre » et il est même recommandé à des maisons d'édition par d'autres hommes du métier notamment par Michel Gérard de qui Mathelot dit « je dois beaucoup à cet authentique et rarissime « chic type ».

## Carrière

### Marijac et le début du succès
Michel Gérard pour qui Mathelot réalise plusieurs albums pense que ce dernier devrait suivre ses confrères et se tourner vers une collaboration avec Coq Hardi. Gérard décide alors de présenter Mathelot à Marijac. Dès leur première rencontre, les deux hommes s'entendent parfaitement et Marijac lui aussi dessinateur apprécie son travail et lui fait d'autant plus confiance c'est pour cela qu'il lui confie la réalisation des « Géants du ciel » et son travail ne fait que confirmer l'opinion de Marijac. Celui-ci décide de le passer en première page. Il en va de même pour sa BD suivante, adaptation de l'ouvrage de Pierre Clostermann, « Le Grand Cirque » dont Flammarion a par la suite tiré un album.

### LeColonel X, la consécration du dessinateur et de son talent
Le « Colonel X » est publié entre 1949 et 1950, il rassemble quatre-vingts planches qui sont scénarisées par Marijac et qui plus tard sont reprises dans le pocket Atoll ou encore dans Mission spéciale au Taupinambour en 2011. Cette bande dessinée raconte l'histoire d'un homme résistant face à l'ennemi allemand ce qui correspond tout à fait au contexte qu'ont pu vivre les auteurs.
Si Marijac lui accorde autant sa confiance c'est parce qu'il est impressionné par le travail de Mathelot qui frôle la perfection et qui se veut surtout très réaliste d'un point de vue graphique. Pour avoir de tels résultats, il réalise tout un travail de préparation dans lequel il passe beaucoup de temps à faire des recherches. L'aviation devient son sujet de prédilection  et il se documente un maximum afin de ne pas omettre de détails quant à la représentation. De plus il développe une ambiance particulière dans dessins notamment pour le Colonel X il joue sur des contrastes de noir et blanc qui mettent en image de manière réaliste et juste cette guerre de l’ombre. Son style se démarque alors des autres dessinateurs.
Le changement de propriétaire de Coq Hardi vient quelque peu modifier la carrière de Mathelot. De plus, ces nouveaux propriétaires ne veulent plus du héros résistant de la Seconde Guerre mondiale, Colonel X continue mais sous le crayon d'autres dessinateurs dont Kline et Gloesner

### La fin d'une époque
Après cet épisode, Mathelot continue de dessiner mais dans des aventures plus contemporaines sans héros récurrent. Marijac ayant pressenti la fin de la collaboration avec  Coq Hardi avait fondé sa propre maison d'édition avec une revue bimensuelle  destinée aux filles appelée Mireille publiée aux Éditions de Châteaudun, naturellement Mathelot réalise certains dessins de cette revue, il reprend L'orpheline du cirque  démarrée par Pierre Le Guen. Il réalise alors quarante planches et demie de décembre 1953 à juillet 1954 ; l’ensemble est repris dans Samedi-Jeunesse en 1959, en trois albums de la collection « Frimousse Magazine » des Éditions de Châteaudun en 1963, puis dans deux numéros du pocket Princesse, en 1972. Il poursuit avec L’Étoile du Cirque de décembre 1954 à mai 1955.
Marijac connaissant l’intérêt que Mathelot porte aux héros lui propose « Lili hôtesse de l'air » un nouveau personnage prenant place dans un contexte en lien avec l'actualité comme la Guerre d'Indochine ce qui lui permet de renouer avec son époque où il se consacrait au Colonel X. Il continue de dessiner sous la plume de Marijac dans des récits indépendants comme La Fin du Monde est pour Demain, un récit d'anticipation composé de vingt-neuf planches proposées en 1955 et 1956 et reprises dans Samedi-Jeunesse en 1960, en album dans la « Collection Frimousse » chez Châteaudun en 1961, dans le pocket "Frimousse Poche" en 1976 ou encore Miss Camboui, une histoire sentimentale reprise en album dans la collection « Frimousse Magazine » des éditions de Châteaudun en 1961. Mathelot se détache peu à peu du milieu ; en plus de quelques couvertures, il réalise en 1966 un seul inédit pour le mensuel Frimousse intitulé Opération Lune qui dénonce la conquête spatiale. Cet inédit marque alors  sa dernière collaboration avec Marijac

## Les désillusions

### La fin de sa carrière
Mathelot est de moins en moins présent dans le paysage de la BD, cela s'explique d'une part, par le fait qu'il travaille différemment des autres dessinateurs, il produit un nombre moins important de planches et surtout met plus de temps en raison de son perfectionnisme. Il prend le temps de se documenter afin d'être le plus réaliste. Il ne produit pas suffisamment et comprend qu'il lui est de plus en plus difficile de vivre du dessin. Il souhaite livrer un travail de qualité mais il n'en a pas le temps.
De plus, la précarité du travail lui pose problème: « En 1959, j’abandonne ce métier, fatigué par ce travail d’emmuré, anxieux pour le devenir de ma femme et de mes deux gosses. Très peu de vacances, aucune protection sociale… Le moindre grain de sable, et c’était la faillite. Et la fiscalité ! «Profession libérale » ! Quand les revenus sont déclarés au franc près, 20 % des revenus de ma page passaient chez le percepteur! Ce n’était donc plus possible… ».

### Sa vision de la BD actuelle
Dans une interview du no 42 bis de Hop ! Mathelot, s’exprime sur sa vision de la Bande dessinée qui n'est plus ce qu'elle était. Il explique ceci par le fait qu'il n'y ait plus beaucoup d'hebdomadaires, que les récits ne se suivent plus. De plus les héros ne sont plus ce qu'ils étaient, les BD de science fiction ont pour nouveaux héros des machines et robots auxquels il est difficile de s’identifier pour le lecteur. Enfin, il dénonce les reproductions de BD qui dénaturent le travail et surtout qui font que ces BD ne sont plus aussi intéressantes qu'elles ont pu l'être à son époque.

## Mémoire de l'auteur
Il meurt le 1er avril 2013 dans l'indifférence du monde de la BD malgré une courte mais importante carrière marquée par sa collaboration avec Marijac. Jean-Paul Tibéri lui consacre un ouvrage édité aux éditions du Taupinambour intitulé Mathelot qui évoque sa carrière.
On peut citer le no 149 de Hop !: « […] son parcours dans la BD fut court mais il a laissé de bons souvenirs chez les lecteurs qui ont pu l'apprécier. La perfection de son dessein au graphisme minutieux et précis, son utilisation des noirs et des blancs en ont fait un excellent dessinateur d'ambiance à la manière des grands maîtres américains. »

## Ses œuvres

### Aux éditions Threnaudot
Gavroche, 1940 : Le mystère du château de l'île perdue (p. 6), no 9,

### Aux éditions SEPI

#### Supplément de Hurrah!
1941 : Les oubliettes de Conforgian, no 91

### Aux éditions Mondiales

#### Les aventuriers d'aujourd'hui
1941 : Le mystère d'Angkor, no 102

#### Les Belles aventures
1944 : La dramatique croisière de "La Josette", n°HS

### Aux éditions Sepia

#### Collection Jeunesse
- 1946 : L’île tragique, no 56
- 1946 : Bataille dans la mer de Chine, n°57

#### Collection Vaillance
- 1947 : La captive de Shogun, no 20
- 1947 : L'Odyssée du « B 25 » 52 , no 25
- 1947 : L'affaire Morgan, no 29
- 1948 : Les yeux qui tuent, no 30
- 1948 : Le secret de Bakalaharis, no 35
- 1948 : Le dossier du Professeur Desnornières, no 40

#### À l’assaut du Ciel
- 1948 : Titans du Pacifique, no 10
- 1948 : Dans l’antre de Satan (Titans 2), no 11
- 1948 : L’enfer des Salomon, no 13

### Aux éditions Montsouris

#### Le Coq Hardi, série 1
- 1948 : Les géants du ciel, Paris, no 133
- 1948 : Les Géants du ciel - Fin d'un cauchemar, no 142
- 1948 : Le Grand Cirque (début), no 143
- 1949 : Le grand cirque, no 147, no 158, no 168, no 174
- 1950 : Colonel X, no 202, no 2

#### Le Coq Hardi série 2
- 1950 : Choucas - La dernière cordée, no 13
- 1951 : Choucas l'homme des abîmes, no 15, no 37
- 1952 : Alerte à la Terre, no 61, no 73,
- 1952-1953 : Le fils du boucanier, no 90 (1952), no 109 (1952), no 118 (1953)
- 1953 : Raid Alaska terre de feu, no 147, no 159

### Aux éditions Mireille
- 1954 : L’orpheline du cirque, no 14, no 25.
- 1954-1955 : L’étoile du cirque, no 45 (1954) no 63 (1955), no 74 p. 10, (1955)
- 1955 : La fin du monde est pour demain, no 92 p. 55.
- 1956 : Lili hôtesse de l'air, no 114 p. 14.
- 1956-1958 : Lilianne hôtesse de l'air, no 145 (1956), no 163 (1957), no 225 (1958)
- 1957-1958 : Miss cambouis, no 185 (1957) , no 192 (1957), no 208 (1958)

### Aux éditions Samedi

#### Albums Samedi-Jeunesse
1959 : Le fils du boucanier, no 16

### Aux éditions du Chateaudun

#### Collection Frimousse 2
1961 : La fin du monde est pour demain, no 2

#### Coq Hardi (série 5)
- 1962 : La dernière cordée, no 3 (p.41).
- 1962 : Le rallye de la mort, no 2

#### Frimousse Magazine
- 1961 : Miss Cambouis, no 5
- 1963 : Orpheline du Cirque, no 23, no 25
- 1964 : L’étoile du Cirque, no 26, no 28

#### Frimousse 1
- 1966 : Nora-Opération Lune, no 192
- 1972 : Drame dans la montagne, no 268

#### Princesse (Poche)
- 1972 : Princesse du Cirque, no 123
- 1982 : La fin du monde est pour demain, no 173

### Aux éditions Jeuvaca

#### Atoll
- 1973-1974 : Colonel X, no 77 (01.07.1973), no 79 (01.09.1973), no 80 (01.10.1973), no 81 (01.11.1973), no 82 (01.12.1973), no 83 (01.01.1974), no 84 (01.02.1974)
- 1974 : Alerte à la Terre, no 86, no 87

### Aux éditions MCL

#### Frimousse 3
1971 (4ème trimestre) : Miss Cambouis (2ème partie), no 267

#### Frimousse 4
1974 : Nora reporter dans l'île du Diable, no 16

### Aux éditions AEME_HOP

#### Hop!Revue
1987 : 41bis Colonel X - Mission spéciale 1, n°HS

### Aux éditions Miklo

#### Biggles
- 2003 : Le Grand cirque 3, no 5
- 2004 : Titans du Pacifique, no 7

#### Presse
- Hop! no 149, mars 2016, p. 4-17

#### Webographie
- Gilles Ratier, « Pour ne pas oublier Christian Mathelot », sur BD Zoom, 21 mai 2013